# Stračov
Stračov je obec v okrese Hradec Králové, která se nachází asi 19 kilometrů severozápadně od města Hradec Králové a též jedna ze dvou vesnic tvořících tuto obec. Obec Stračov je složena ze dvou místních částí – Stračov a Klenice, ve kterých dohromady žije 317 obyvatel.

## Historie
Historicky lze ves doložit od roku 1358.

## Pamětihodnosti
- Zámek
- Kostel svatého Jakuba Staršího
- Socha sv. Jana Nepomuckého

## Osobnosti
- Eduard Čech (1893–1960), matematik

## Fotogalerie

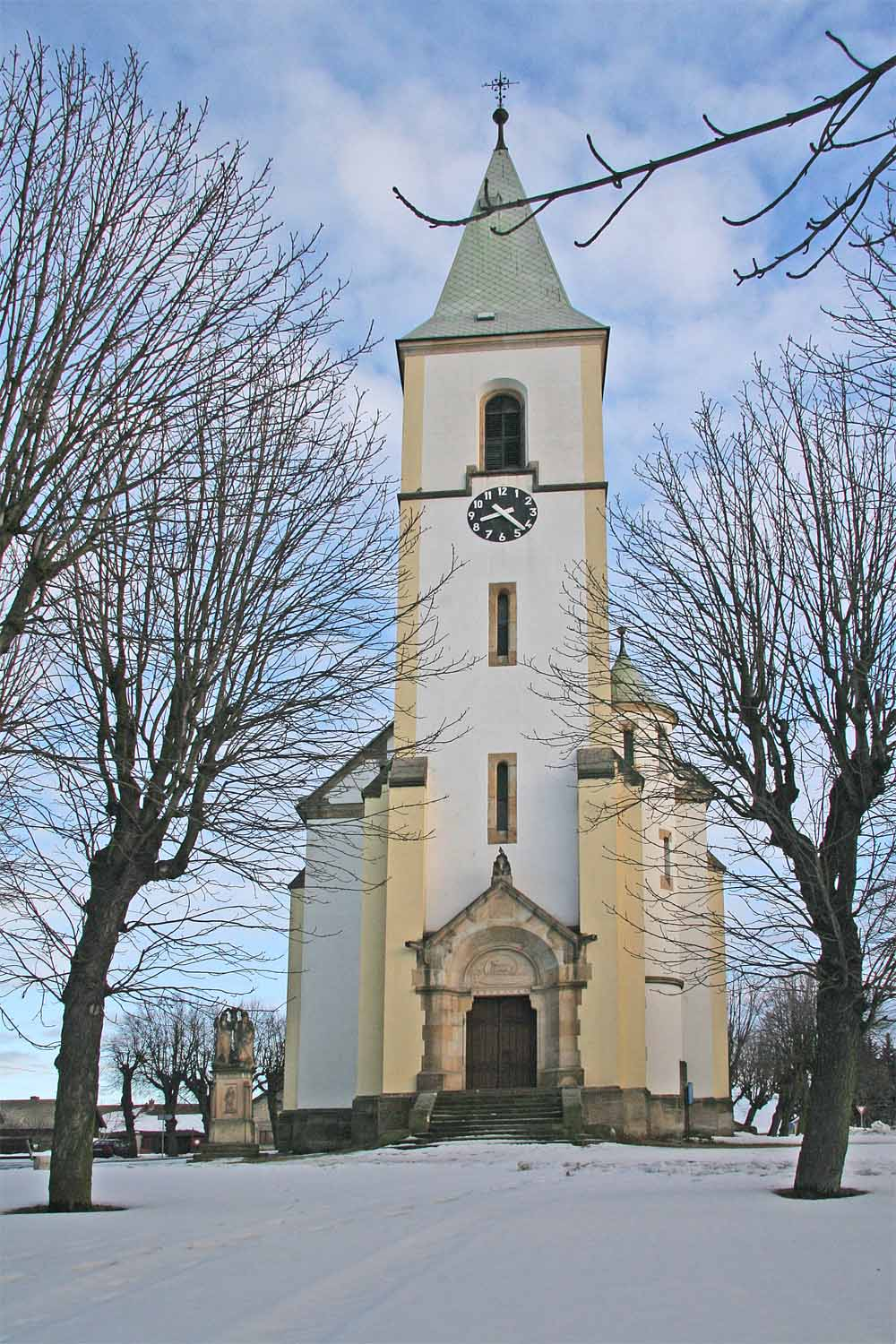
průčelí kostela sv. Jakuba ve Stračově
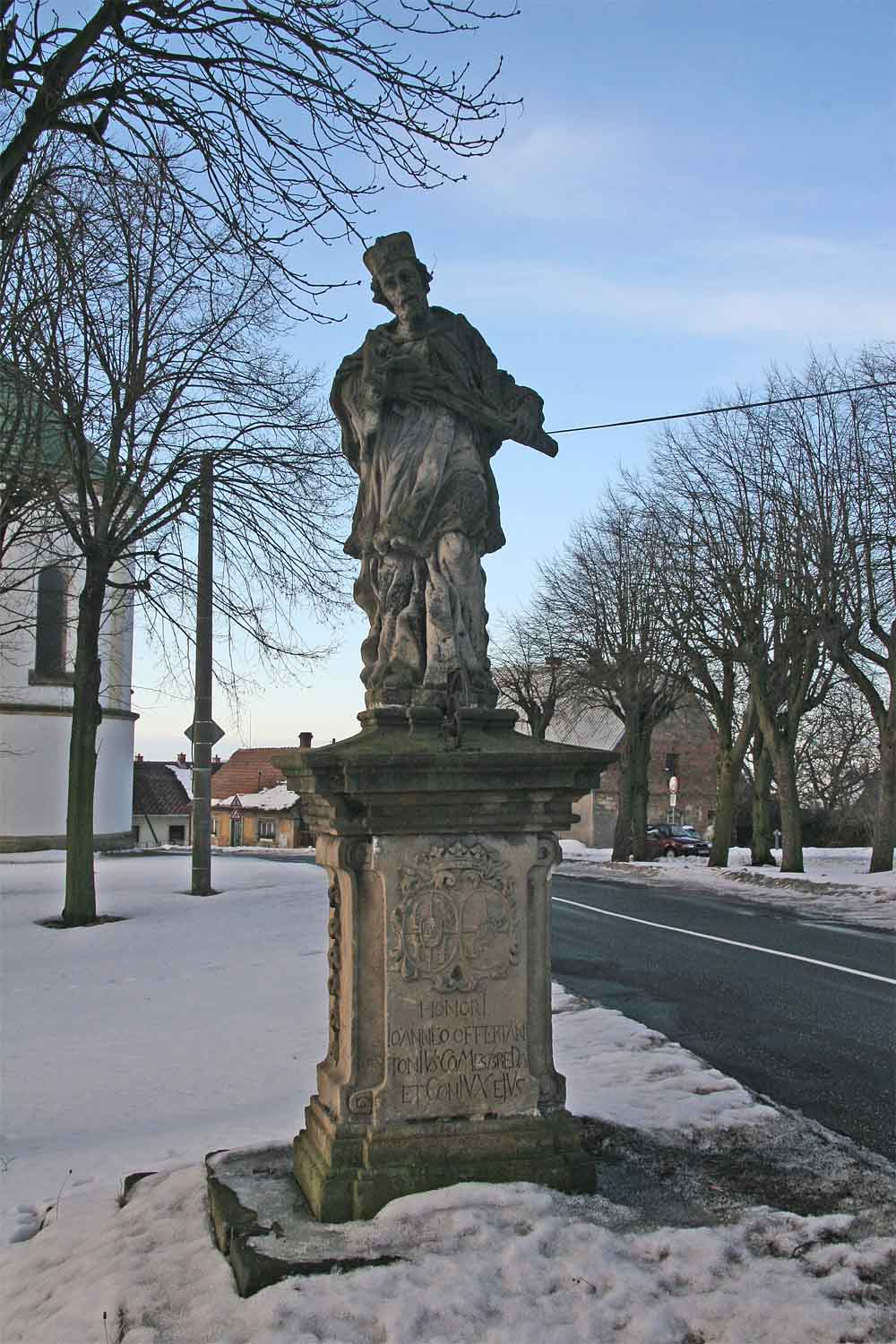
Socha svatého Jana Nepomuckého ve Stračově